# SC Kremikovtsi
Lo SC Kremikovtsi o DFS Kremikovcy (in cirillico: Кремиковци) è stata una società di pallacanestro femminile del quartiere Kremikovci di Sofia, capitale della Bulgaria.

## Storia
Ha vinto cinque campionati bulgari e due Coppe di Bulgaria.
La società ha partecipato a otto edizioni di Coppa Ronchetti e una di Coppa Campioni. Il massimo risultato è stato una doppia semifinale nel 1984-1985 e nel 1985-1986.
Nel 1986-1987 ha eliminato la Polenghi Priolo, vincendo di 24 punti all'andata e resistendo alla rimonta delle priolesi nella gara di ritorno; è stata poi eliminata nei quarti di finale.

## Palmarès
- Zheni A grupa: 5

1989, 1993, 1997, 1998, 1999
- Coppa di Bulgaria (pallacanestro femminile): 2

1992, 1993